# Jaden de Guzman
Jaden Noah de Guzman (18 januari, 2007) is een Nederlands voetballer die bij voorkeur als aanvallende middenvelder speelt.

## Carrière
De Guzman maakte in juni 2022 de overstap van de jeugd van Feyenoord naar PSV. Hij tekende een contract bij PSV tot medio 2025 In oktober 2023 maakte De Guzman zijn debuut in de Eerste divisie voor Jong PSV in de stadsderby tegen FC Eindhoven, toen hij na ruim tachtig minuten spelen inviel voor Yiandro Raap. In juli 2025 verlengde PSV zijn aflopende verbintenis met drie seizoenen.

## Clubstatistieken
| Seizoen | Club     | Competitie     | Competitie | Competitie | Overig | Overig | Totaal | Totaal |
| Seizoen | Club     | Competitie     | Wed.       | Dlp.       | Wed.   | Dlp.   | Wed.   | Dlp.   |
| ------- | -------- | -------------- | ---------- | ---------- | ------ | ------ | ------ | ------ |
| 2023/24 | Jong PSV | Eerste divisie | 2          | 0          | 0      | 0      | 2      | 0      |
| Totaal  | Totaal   | Totaal         | 2          | 0          | 0      | 0      | 2      | 0      |

Bijgewerkt t/m 20 mei 2024.

## Interlandcarrière
De Guzman is jeugdinternational voor Nederland onder 17. 

## Privé
Zijn vader, Jonathan de Guzman, is speler bij Sparta Rotterdam en was international voor het Nederlands elftal. Eerder speelde hij onder andere voor Feyenoord, Villarreal en Swansea City. Ook zijn oom, Julian de Guzman, is actief in de voetballerij. Als speler kwam hij onder andere uit voor Hannover 96, Deportivo de La Coruña en Toronto. Anno 2024 is hij sportief directeur van New York Red Bulls.